# Responsabilité délictuelle en common law

La responsabilité délictuelle en common law (tort law) regroupe différents délits qui permettent à une personne d'être indemnisée par une autre; par exemple, le délit de négligence (tort of negligence), la diffamation, etc.
La responsabilité délictuelle en common law est grandement inspirée du droit anglais des délits.
Contrairement à la responsabilité extracontractuelle en droit civil, la responsabilité délictuelle en common law est un regroupement éclectique de différentes causes d'action qui permettent à une personne d'être indemnisée à la suite du comportement d'une autre personne.

## Délit civil de négligence
Le délit civil de négligence est l'un des délits en common law les plus importants. Dans une certaine mesure, il se compare à la responsabilité découlant d'une faute objective dans le régime de responsabilité extracontractuelle en droit civil.
Pour obtenir gain de cause lors d'un délit de négligence, la personne doit démontrer l'existence d'une devoir de diligence entre elle et le défendeur, un manquement à ce devoir, un préjudice et un lien entre ce préjudice et ce manquement.